# Công năng Diatonic
Trong lý thuyết âm nhạc về Giọng Điệu, một công năng (thường được gọi là công năng hòa âm, công năng Giọng Điệu hay công năng diatonic hay cũng có thể là vùng hợp âm) là một thuật ngữ để mô tả mối quan hệ của hợp âm với Giọng Điệu trung tâm. Khái niệm công năng hòa âm chưa bao giờ được định nghĩa rõ ràng, nhưng được dùng để hiểu hơn về tính quyết định của Giọng điệu về những Hợp âm (hay về vai trò của Hợp âm) trong âm nhạc có Giọng điệu. Nó cũng giúp cho việc nhận ra sự quan trọng của hệ thống thứ bậc giữa các bậc trong hệ thống âm giai Giọng Điệu (the tonal scale) và trong việc hòa âm mà chúng hỗ trợ, và trong sự quy đổi tương đương giữa một vài giá trị trong hệ thống thứ bậc này.
Hai học thuyết chính của các công năng Giọng Điệu được sử dụng ngày nay, đều được dùng để giải quyết mối quan hệ của Hợp âm và chủ âm của nó:
- Học thuyết của Đức được sáng tạo bởi Hugo Riemann trong tác phẩm Vereinfachte Harmonielehre vào năm 1893, tác phẩm nhanh chóng trở nên nổi tiếng trên toàn thế giới (xuất hiện bản dịch tiếng Anh và Nga trong năm 1896, bản dịch tiếng Pháp trong năm 1899).[2] Riemann mô tả 3 khái niệm công năng Giọng điệu là Chủ âm, Âm át và Âm hạ át, kí hiệu tuần tự bởi những kí tự là T, D và S. Những khái niệm này sẽ có một chút thay đổi tùy vào các hợp âm trong âm giai.[3] Học thuyết này được ứng dụng rộng rãi trong việc nghiên cứu phương pháp hòa âm và phân tích trong các quốc gia nói tiếng đức và các quốc gia khác phía Bắc và Đông Châu Âu khác.
- Học thuyết Viennese, đặc trưng bởi việc sử dụng chữ số Roman để đại diện cho các Hợp âm của Âm giai Giọng điệu, được phát triển bởi Simon Sechter, Arnold Schoenberg, Heinrich Schenker và những người khác,[4] được sử dụng ngày nay trong các quốc gia phía Tây Châu Âu và Mỹ. Học thuyết này về cơ bản không giải thích rõ ràng về các chức năng của Giọng Điệu. Nó chỉ đề cập đến các vấn đề về mối quan hệ của các Hợp âm với Chủ âm của nó trong những hoàn cảnh hòa âm nhất định, luôn luôn tuân theo chu kì quãng 5. Điều này thực ra mô tả những cái mà có thể được gán cho công năng của các hợp âm trở nên hoàn toàn rõ ràng trong tác phẩm Structural Functions of Harmony của Schoenberg trong năm 1954, một luận văn ngắn đề cập chủ yếu đến vấn đề hòa âm trong một bản nhạc có Giọng Điệu đơn thông thường.[5]

Cả hai học thuyết đều có phần nào lấy cảm hứng từ các học thuyết của Jean-Philippe Rameau, bắt đầu với tác phẩm Traité d'harmonie vào năm 1722. Thậm chí nếu khái niệm Công năng hòa âm không được đưa vào trước năm 1893, nó sẽ vẫn tồn tại, một cách trực tiếp hay gián tiếp, trong nhiều học thuyết về hòa âm trước thời điểm đó. Việc sử dụng rất sớm thuật ngữ này trong âm nhạc (không hoàn toàn giống cách hiểu được mô tả ở đây, hay không chỉ đơn giản như cách hiểu này) xuất hiện ở Fétis (tác phẩm Traité complet de la théorie et de la pratique de l'harmonie, 1844), Durutte (tác phẩm Esthétique musicale, 1855), Loquin (tác phẩm Notions élémentaires d'harmonie modern, 1862),...

### Học thuyết Viennese về các bậc

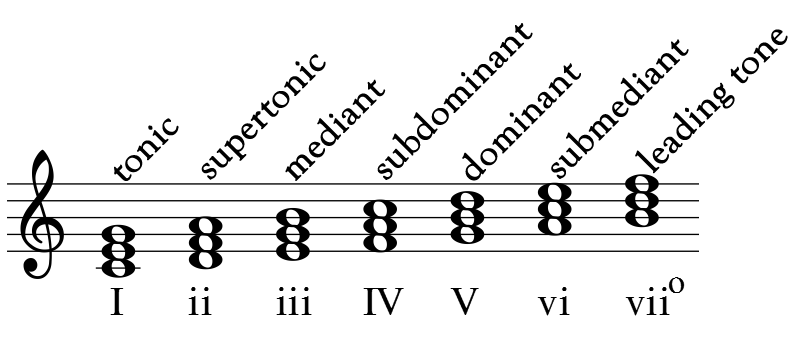
7 bậc của một âm giai trưởng với những hợp âm tương ứng của chúng và những kí tự Roman đại diện

## Công năng diatonic về các nốt và hợp âm

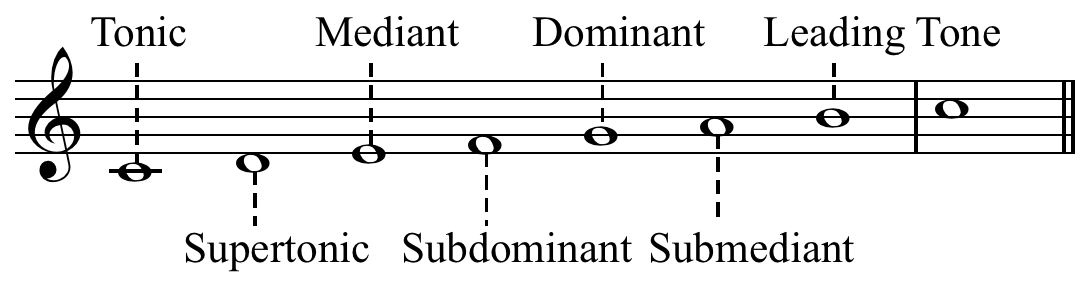
Tên của các bậc trong âm giai(Âm giai đô trưởng)).

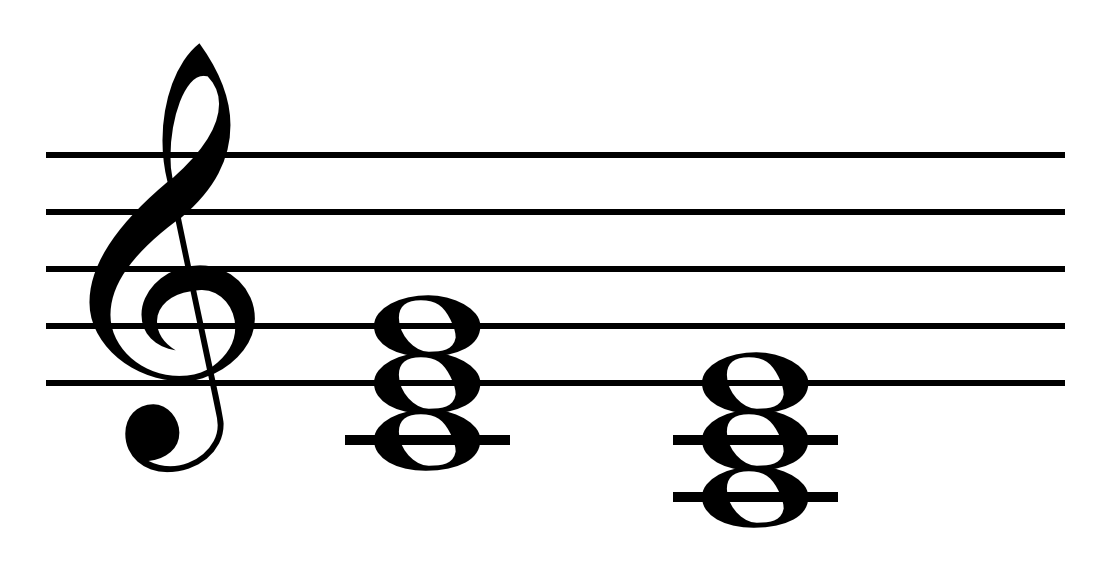
Chủ âm và chủ âm tương ứng của nó trong Đô trưởng: Hợp âm CM và Am.

## Lịch sử